# Voivodato di Podlachia (1816-1837)
Il Voivodato di Podlachia (in polacco Województwo podlaskie) era un'unità amministrativa (Voivodato) del Regno del Congresso (il nome non ufficiale del Regno di Polonia, esistito dal 1815 al 1915).

## Storia
Il Voivodato di Podlachia fu fondato il 16 gennaio 1816 dal Dipartimento di Siedlce, ed esistette fino al 23 febbraio 1837, quando fu sostituito dal Governatorato di Podlachia. Durante la rivolta di gennaio, il governo nazionale polacco annunciò il ripristino dei voivodati con i confini del 1816, ristabilendo il voivodato di Podlachia al posto del governatorato di Podlachia. Il voivodato fu re-istituito dal 1863 al 1864, quando fu abolito e sostituito dal Governatorato di Podlachia.